# Thaumatoncus
Thaumatoncus és un gènere d'aranyes araneomorfes de la subfamília dels erigonins, dins de la família Linyphiidae. Es poden trobar a Algèria, Tunísia i França.
Fou descrit per primera vegada per Eugène Louis Simon l'any 1884.

## Llista d'espècies
Segons The World Spider Catalog 12.0:
- Thaumatoncus indicator Simon, 1884 (Espècie tipus)
- Thaumatoncus secundus Bosmans, 2002